# Ollastra
Ollastra (sardinski: Ollàsta) je grad i općina (comune) u pokrajini Oristanu u regiji Sardiniji, Italija. Nalazi se na nadmorskoj visini od 23 metra i ima 1 219 stanovnika.
 Prostire se na 21,47 km². Gustoća naseljenosti je 57 st/km².
Susjedne općine su: Fordongianus, Siapiccia, Simaxis, Villanova Truschedu i Zerfaliu.